# Danta (thikana)
Danta fou una thikana feudataria de l'estat tributari protegit de Jaipur, al Shekawati, Rajputana. No s'ha de confondre amb el principat de Danta.
El raja Bir Singh Deo de Khandela va concedir la vila de Losal i nou altres al seu fill Kunwar Amar Singh del que arrenca la nissaga. El thakur Amar Singh va construir el fort de Rajpura el 1646 i el de Losal el 1654 i el 1669 va rebre la vila de Danta del maharaja Jaswant Singh de Jodhpur. El 1699 Ratan Singh va establir la capital a Danta; el 1754 Bhawani Singh va construir una fortalesa a Danta. El 1827 Sardul Singh va rebre la vila de Bhadana del maharaja de Jodhpur, però el seu únic fill va morir abans que ell i el va succeir el seu germà Balwant Singh, que tampoc va deixar fills; va psssar successivament a branques col·laterals fins que la branca de Surera es va consolidar el 1928, ja que el thakur Ganga Singh si que va tenir fills (un dels quals, Madan Singh, el va succeir en el títol).

## Llista de thakurs
- Amar Singh 1669-?
- Ratan Singh (fill) va establir capital a Danta el 1699
- Guman Singh (fill?)
- Sawai Singh (fill d'un germà de Ratan Singh)
- Bhawani Singh (fill)
- Hari Singh (fill)
- Amani Singh (fill) ?-1801
- Nawal Singh (fill) 1801-?
- Sardul Singh (fill)
- Balwant Singh (germà) ?-1854
- Baldeo Singh 1854-1869
- Ramnath Singh 1869-?
- Udai Singh ?-1902
- Prem Singh 1902-1928 (fill del thakur Ranjit Singh de Jana)
- Ganga Singh 1928-1949 (fill del thakur Sukh Singh de Surera)